# 邯鄲商
邯鄲 商（かんたん しょう、生年不詳 - 206年または209年）は、中国後漢末期の政治家。兗州陳留郡の出身。

## 略歴
建安の初頭に、郡の功曹であった張猛は、河西（黄河西岸）に位置する涼州の四つの郡が川を挟んで賊に遮られていたため、上表して別に州を設置することを求めていた。『後漢書』「孝献帝紀」劉昭注によれば、この河西四郡は金城郡・酒泉郡・敦煌郡・張掖郡を指す。しかし、『資治通鑑』によれば、雍州の治所は武威郡に置かれたとあり、武威郡を四郡内に含めると、金城郡の管轄が不明となる。『晋書』地理上には、河西五郡を分割して雍州としたとあり、これに沿うと金城郡と武威郡の辻褄が合うが、いずれの記載が正確かは不明である。
これを受けて朝廷は、河西四郡（または五郡）を涼州から分割して雍州を設置し、邯鄲商を雍州刺史に任命して統治させた。同時期に武威太守の地位が欠員だったため、張猛が武威太守に任命され、邯鄲商と共に任地へ赴いた。
張猛と邯鄲商は年齢が同じで日頃から不仲だったが、2人が官職に付くとますます責め合うようになった。そのため、邯鄲商は張猛の誅殺を計画した。
建安14年（209年）、計画を察知した張猛が武威で反乱を起こし、邯鄲商を攻撃した。邯鄲商の宿舎は張猛の宿舎のすぐ近くにあったが、兵が攻めてくると聞いた邯鄲商は屋根に登って逃げた。邯鄲商は張猛へ「叔威（張猛）よ、お前は私を殺す気か？しかし、私が死んでもなお知略を持っていれば、お前の一族も同じ目に遭わせる。だから和解しよう。まだできるだろう？」と言った。張猛は「来い」と言ったので、邯鄲商は屋根を渡って張猛の元へ向かった。張猛は邯鄲商を責め、身柄を督郵に引き渡して幽閉した。邯鄲商は脱走を図ったため、殺害された。
翌年の建安15年（210年）には韓遂が張猛の反乱討伐に出陣し、張猛の官吏と民衆は韓遂を恐れ、韓遂に寝返って張猛を攻撃した。進退窮まった張猛は自害した。。
邯鄲商が殺されたことを知った破羌県長の龐淯は、一日中馬で走り続け、邯鄲商の亡骸の前までたどり着くと号泣したという。
なお、『後漢書』「孝献帝紀」や、『三国志』魏書「龐淯伝」では、張猛が反逆し、邯鄲商を殺害したことが記されているのみである。詳細な記述は「龐淯伝」の注が引く、『典略』にある。